# Синиця вусата
Сини́ця вуса́та або сутора вусата (Panurus biarmicus) — єдиний вид роду вусата синиця (Panurus) у монотиповій родині Panuridae.

## Морфологічні ознаки
Це невеликий, трохи менший за горобця птах. Хвіст довший за тіло. Верх тіла іржасто-рудий, низ білий, боки рудувато-рожеві. У самців голова попелясто-сіра, із широкими чорними «вусами», підхвістя чорне. У самок голова руда, «вусів» немає, підхвістя руде. Крила бурі, з білою смугою.

## Поширення та місця існування
Поширена в Євразії, в середній смузі. Найбільші популяції знаходяться на узбережжях Північного та Балтійського морів.
В Україні поширена на гніздуванні в долині Дніпра і в плавнях річок степової зони. У період мандрівок зустрічається й в інших місцях, крім Карпат, Закарпаття та Криму. Тримається заростей очерету, рідше прибережних заростей верби.

## Живлення
Влітку основним видом харчування є комахи: найчастіше ловить одноденок, або збирає попелиць. Може поїдати дрібних безхребетних. Під час пошуку їжі синиця переміщується стеблами очеретів догори, іноді наважується стрибати по пересохлому мулові. З настанням холодів переходить на харчування насінням очерету.

## Розмноження
Гнізда починають будувати в квітні. Глибоке чашкоподібне гніздо влаштовує в кущах болотяних рослин, на купинах або стеблах очерету над водою, мостячи його з болотяних рослин і листя. За літо буває дві кладки. Кладка з 4—6 білих з темними рисочками яєць, у березні. Через два тижні вилуплюються пташенята, які через два тижні можуть літати.

## Охорона
Популяції птахів зазнають значної шкоди через спалювання очеретів, знищення водно-болотних угід, велика кількість птахів гине під час суворих зим. Вид занесений до Бернської конвенції з охорони флори, фауни та природних середовищ існування.

## Галерея

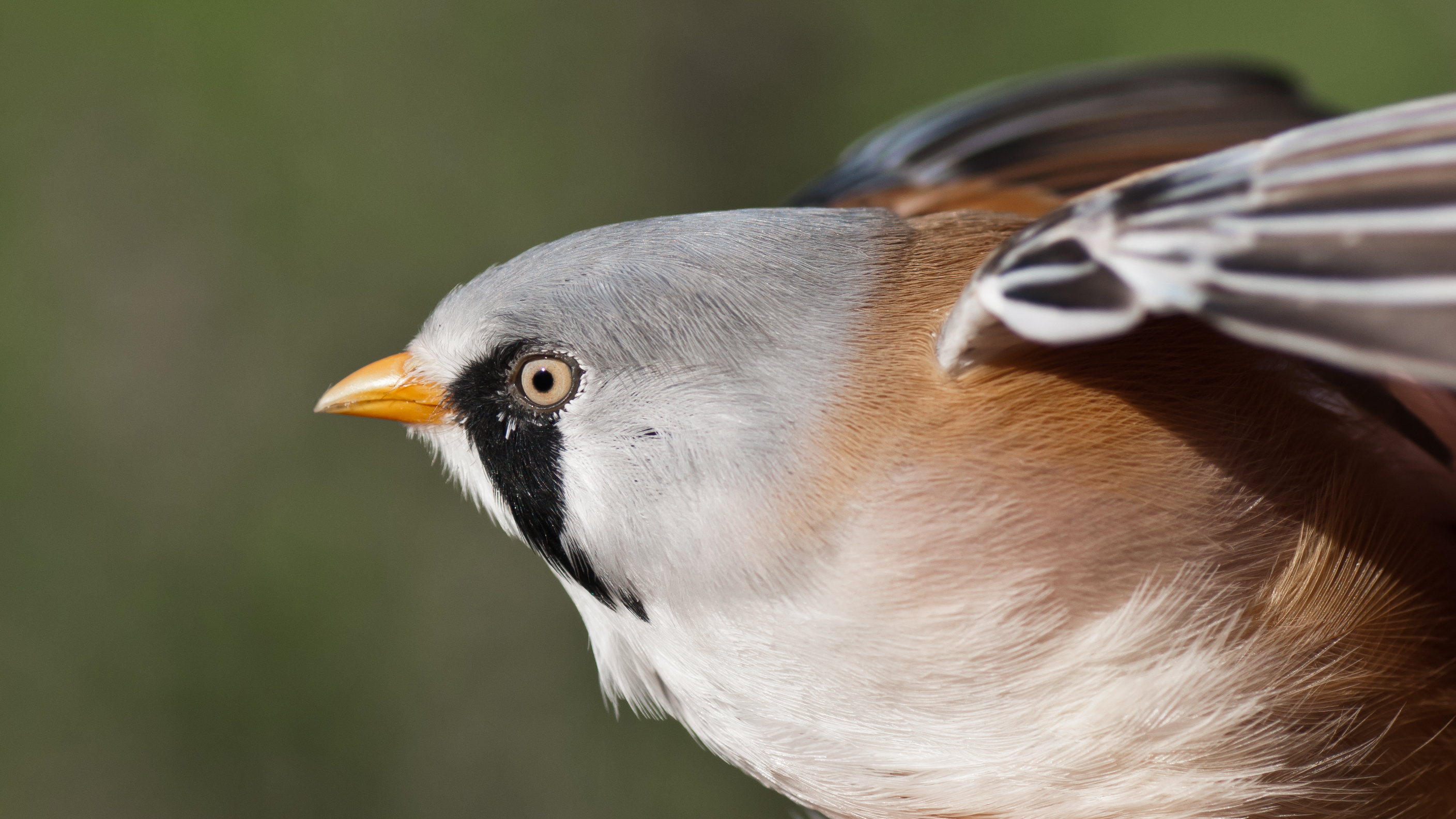
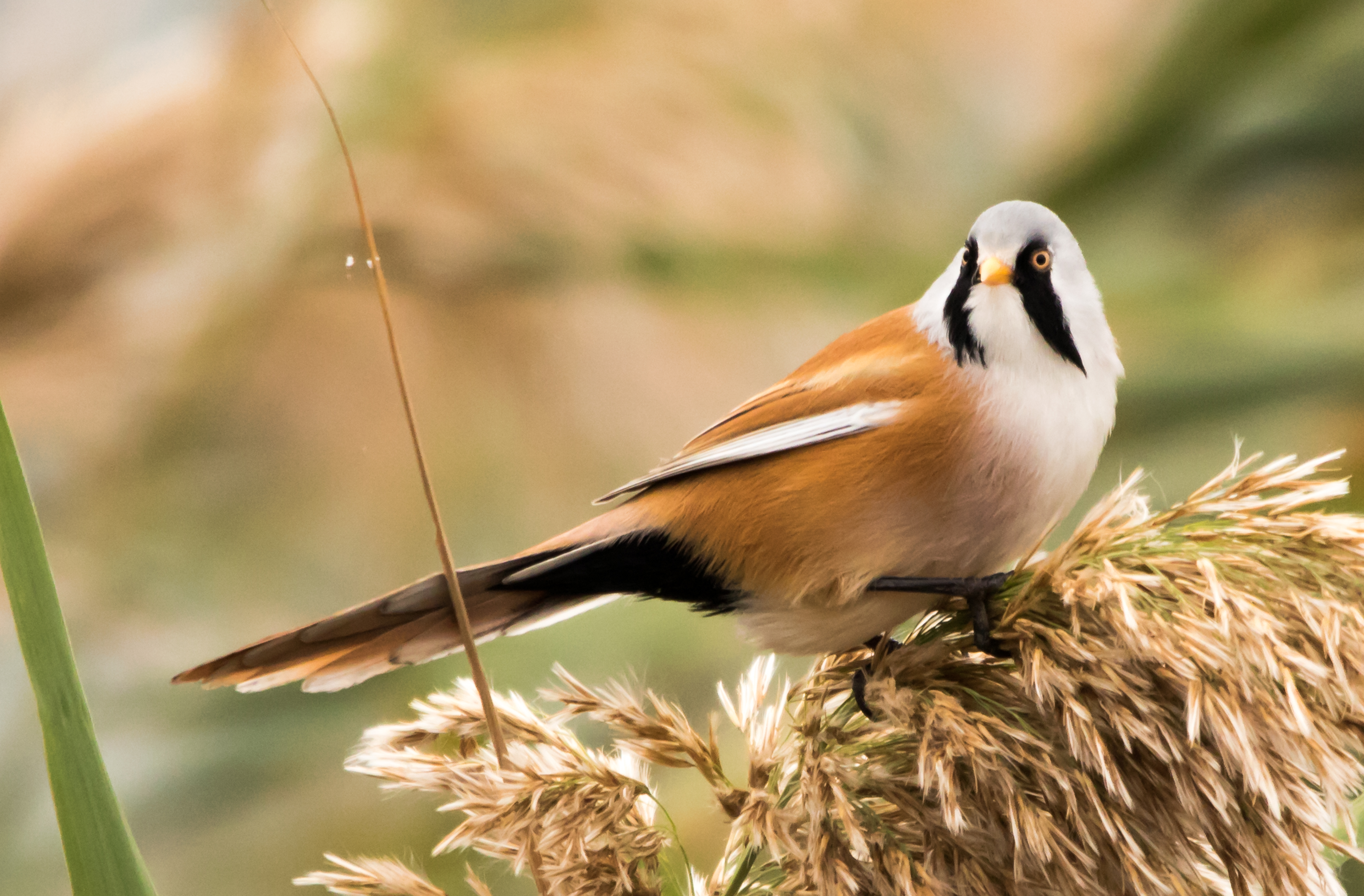
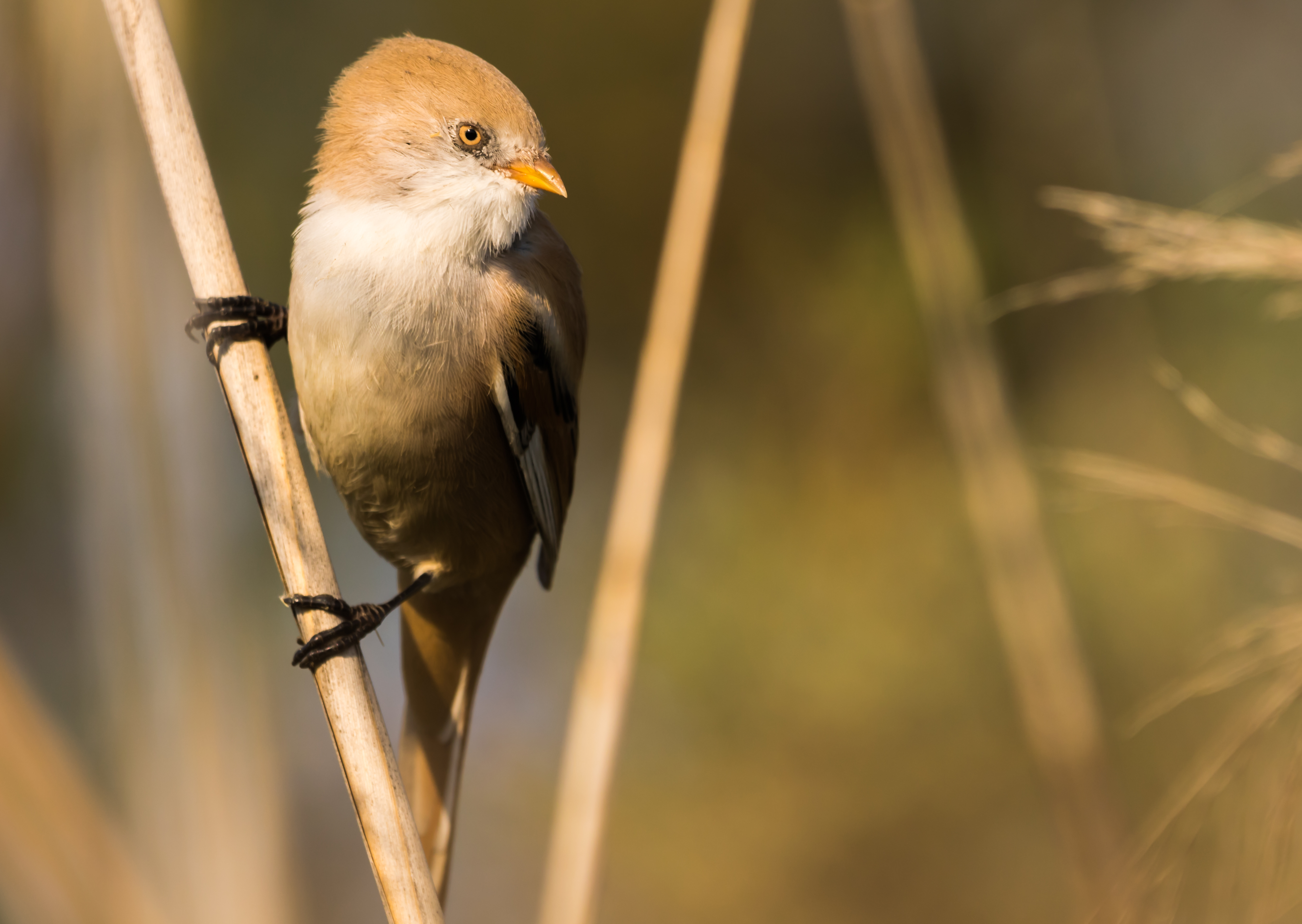
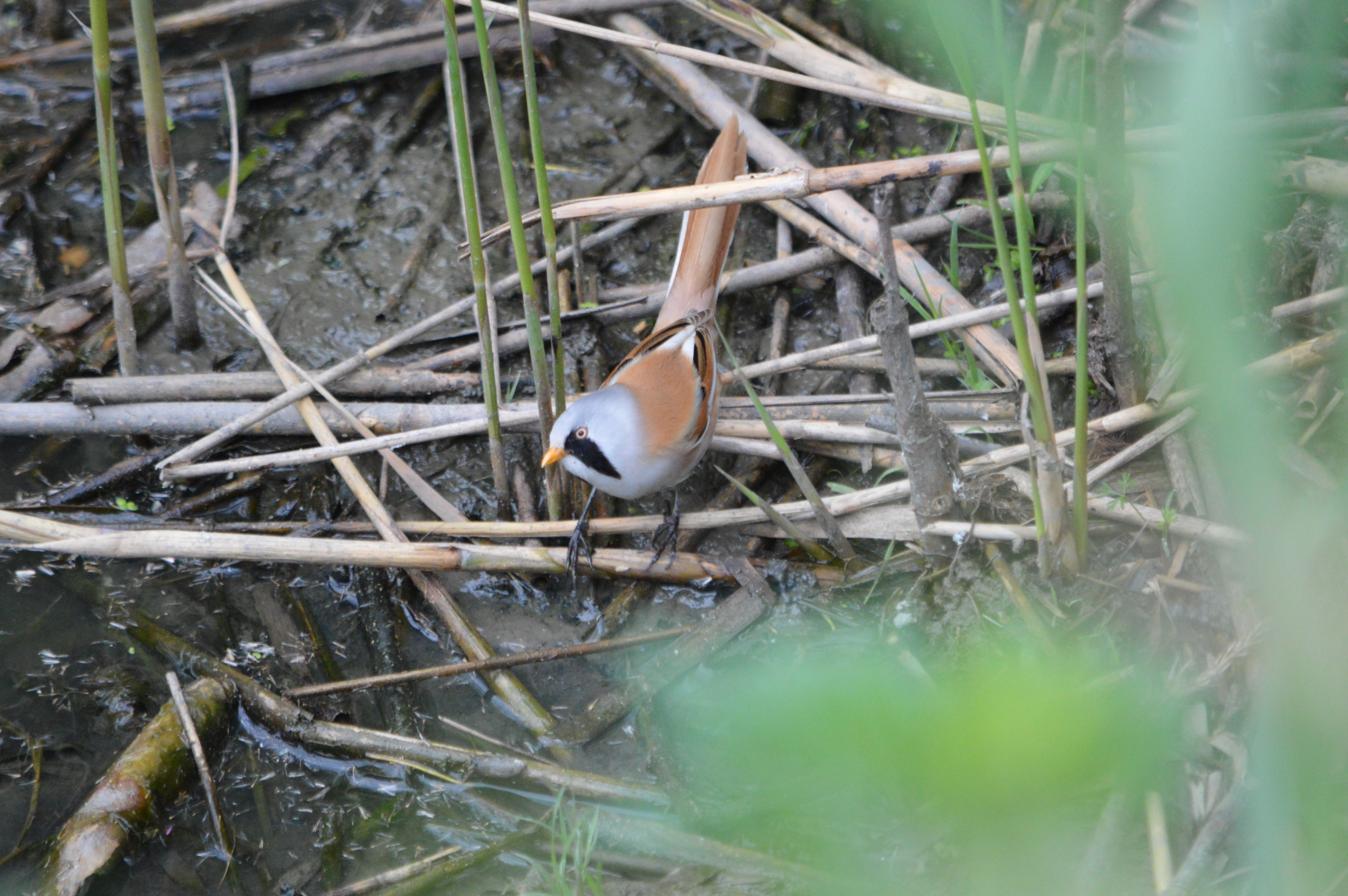
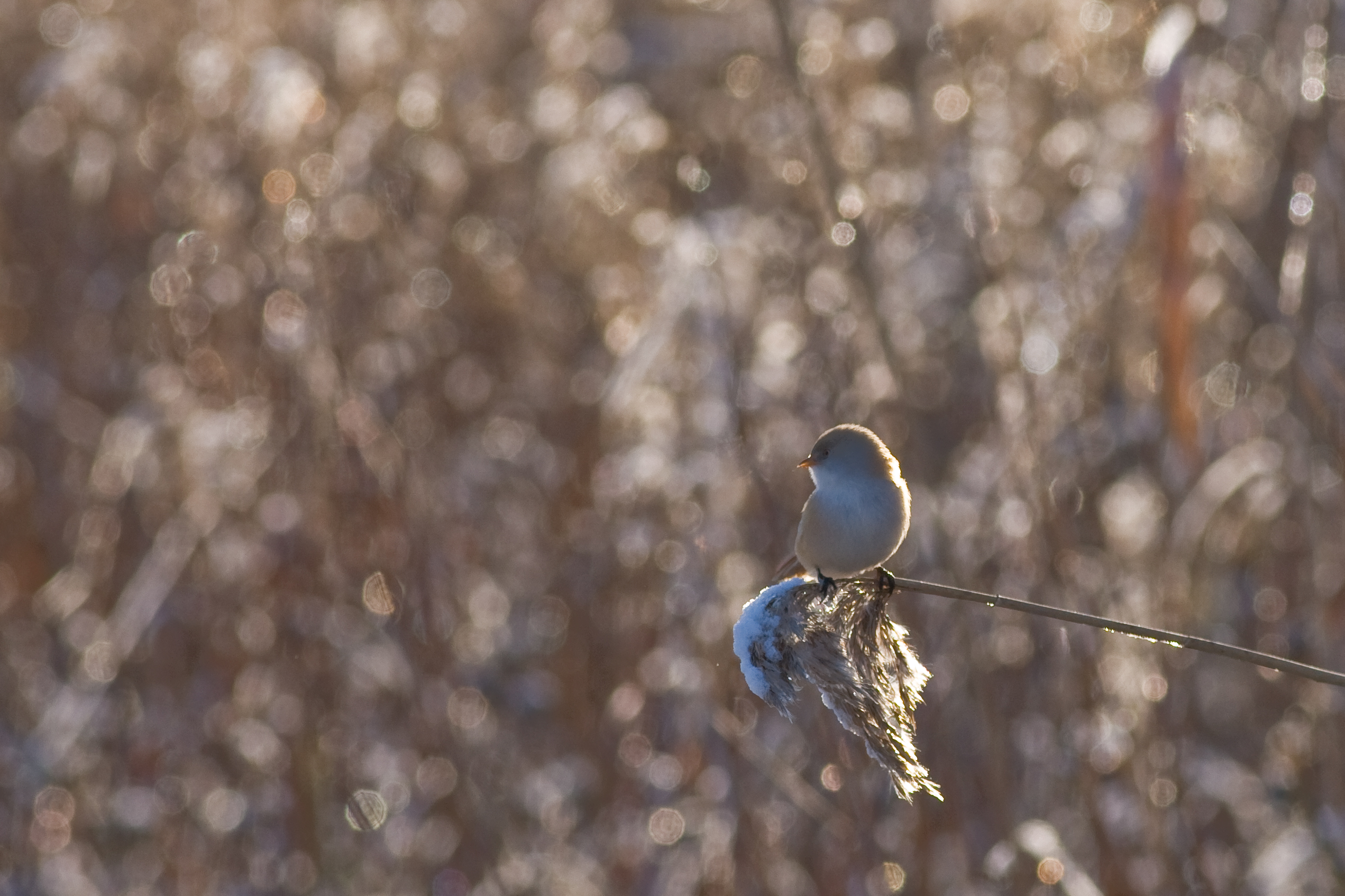
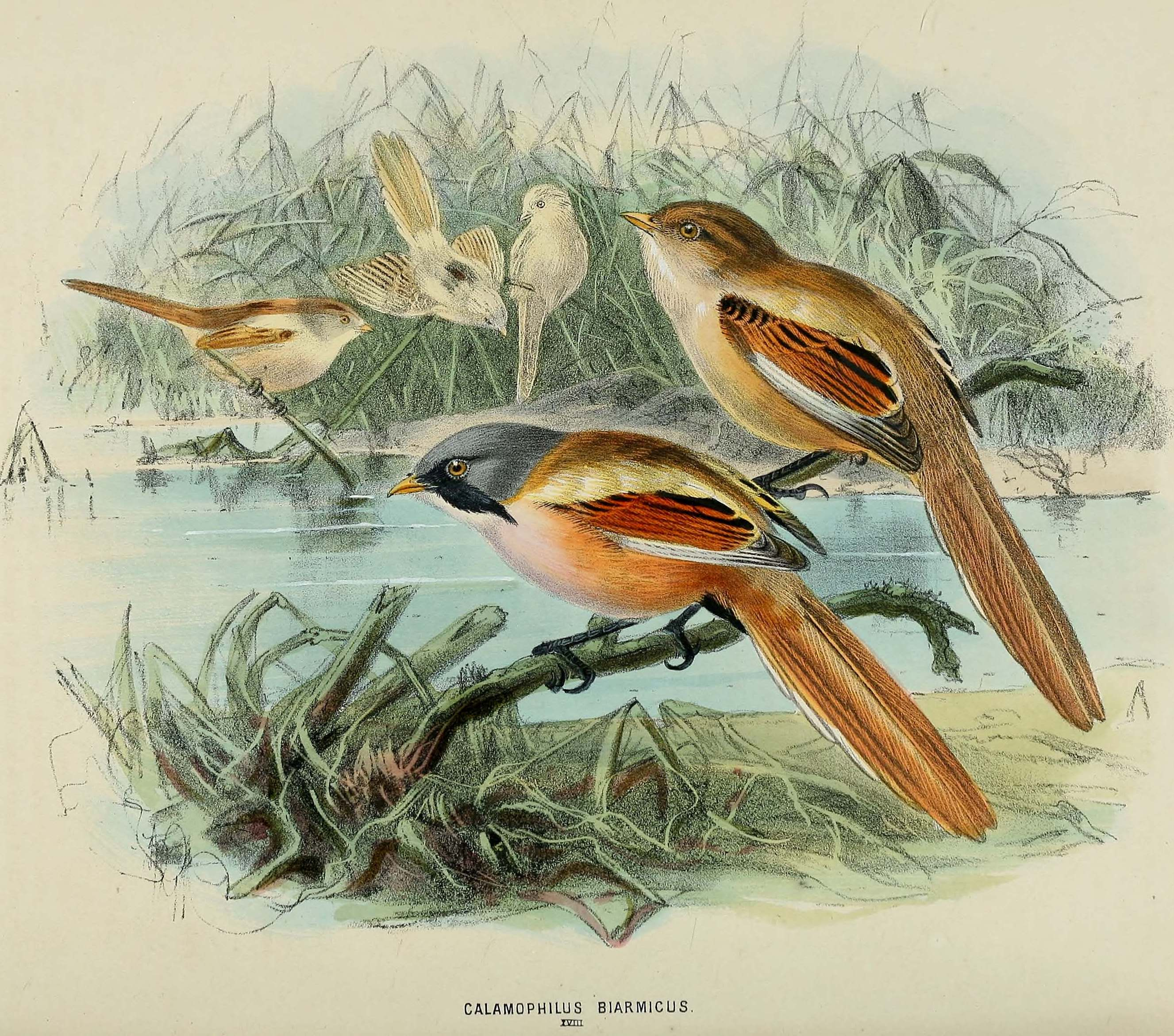
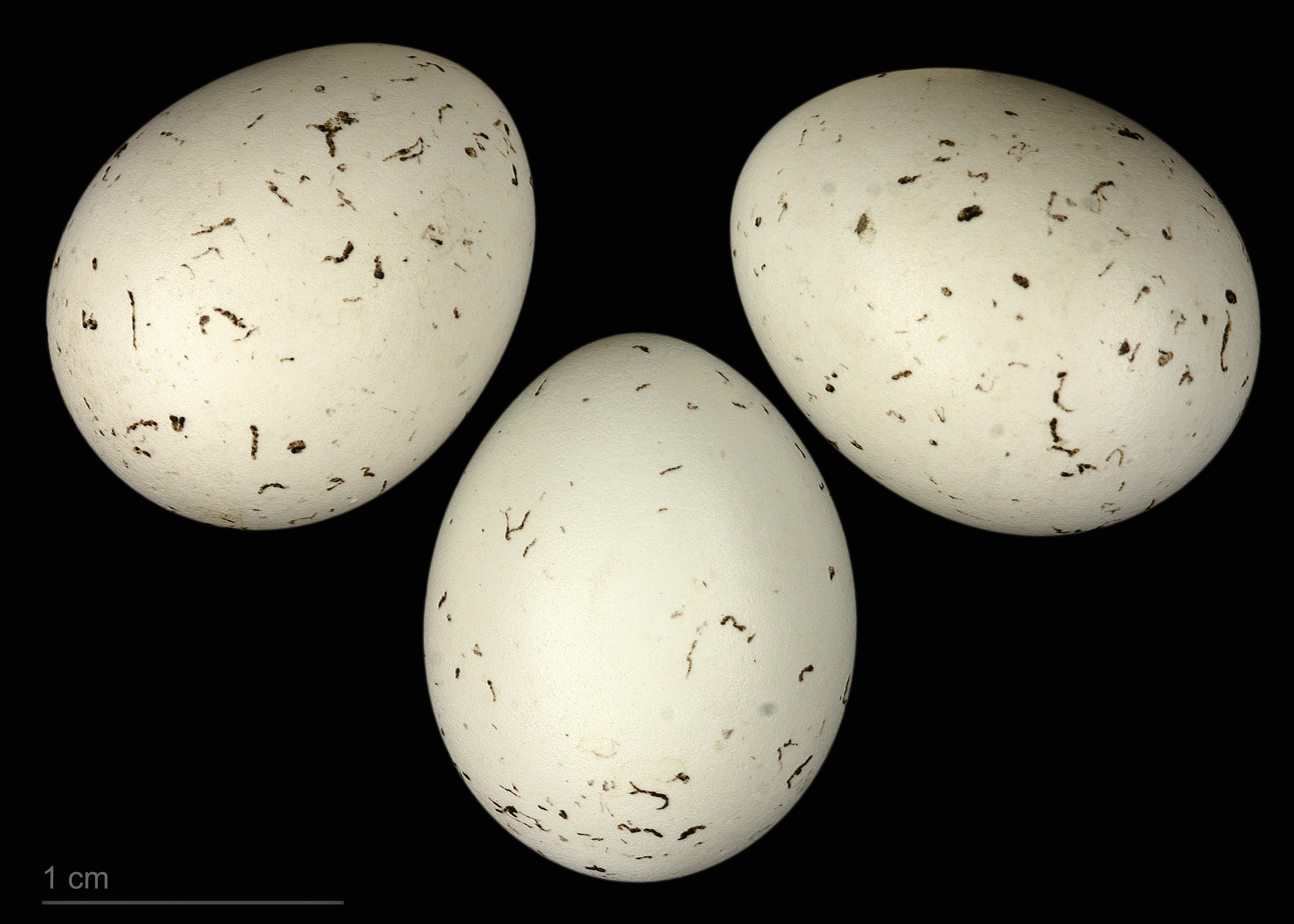
Яйця Panurus biarmicus biarmicus в оологічній колекції, Тулузький музей